# 枕脊擬鮋
枕脊擬鮋（学名：Scorpaenopsis venosa），俗名枕嵴石狗公、石狗公、石頭魚，为輻鰭魚綱鮋形目鮋亞目鮋科擬鮋屬下的一个种，為熱帶海水魚，分布於印度西太平洋東非到巴布亞紐幾內亞，北起台灣，南至澳洲大堡礁海域，棲息深度2-95公尺，體長可達25公分，棲息在沿岸礁石區底層水域，生活習性不明，具有毒棘。

## 扩展阅读
- 維基物種上的相關：枕脊擬鮋